# 謝林戈馬區
18°24′10″S 35°01′03″E / 18.402661°S 35.017412°E

謝林戈馬區（葡萄牙語：Cheringoma），是莫桑比克的行政區，位於該國中東部，由索法拉省負責管轄，首府設於伊尼亞明加，面積6,954平方公里，2007年人口34,133，人口密度每平方公里5人。